# Abdoulaye Diarra (football)
Pour les articles homonymes, voir Diarra.
Abdoulaye Diarra, né le 28 décembre 1994 à Bamako (Mali), est un footballeur international malien évoluant au poste de milieu au MAS de Fès.

## Biographie

### En club
Il participe à la Ligue des champions d'Afrique avec le Cercle olympique de Bamako. Lors de cette compétition, il inscrit un doublé contre le Moghreb Athlétic de Tétouan en février 2015.

### En équipe nationale
Avec l'équipe du Mali des moins de 23 ans, il participe au Coupe d'Afrique des nations des moins de 23 ans en 2015. Lors de cette compétition, il inscrit un but contre le Nigeria.
Il reçoit sa première sélection en équipe du Mali le 20 juin 2015, contre la Guinée-Bissau (match nul 1-1). Il inscrit son premier but en sélection le 18 octobre 2015, contre la Mauritanie (victoire 2-1).
Il participe avec le Mali au championnat d'Afrique des nations 2016. Il joue cinq matchs lors de cette compétition, inscrivant un but contre la Tunisie en quart de finale. Le Mali atteint la finale du tournoi, en étant battu par la RD Congo.

## Palmarès
- Finaliste du championnat d'Afrique des nations en 2016 avec l'équipe du Mali